# سجين أبو زعبل (فلم)
سجين أبو زعبل هو فيلم مصري عرض عام 1957، بطولة محسن سرحان ومحمود المليجي وزهرة العلا ومنيرة سنبل، ومن إخراج نيازي مصطفى.

## قصة الفيلم
يعمل "حسن" سائقاً ليخت الخواجة الكومندا في بورسعيد ويعيش مع أمه وأخته "سنية" التي يحبها "محمود أبو الروس" ويرفض "حسن" تزويجها له لأنه يتاجر في المخدرات. يقوم "حسن" بقيادة اليخت لرفيقة الكومندا والتي تعجب ب"حسن" وتقيم معه علاقه من وراء الكومندا وحينما يعلم يطلب من "أبو الروس" أن يخلصه من "حسن" فيقوم بتلفيق تهمة إتجار في المخدرات له فيحكم على "حسن" بالحكم المؤبد، وأثناء وجود "حسن" في السجن يلفق "أبو الروس" خطاب باسم "حسن" ويرسله لأمه يعلن فيه موافقته على زواج "سنية" من "أبو الروس" ويتمكن من خداع "سنية" والانفراد بها والاعتداء عليها ويتركها. عندما يعلم "حسن" يطلب من صديقه "سعيد" الذي اقترب موعد الإفراج عنه أن يرسل إليه "أبو الروس". تمكن "سعيد" من العمل لدى "أبو الروس" ولفق له تهمة الإتجار في المخدرات وأرسله إلى "حسن" بتأبيدة وكاد "حسن" أن يفتك بأبو الروس لولا العدوان الثلاثي على مصر والغارة التي تمت على سجن أبو زعبل وهروب جميع المساجين. اتجه "حسن" و"أبو الروس" إلى بورسعيد واعترف الأخير ل"حسن" بأن الكومنداهو الذي أمره بتلفيق التهمة له وتوجهوا ومعهم "سعيد" لمنزل الكومندا وعلموا أنه يعمل جاسوس فقاموا بمقاومته ومن معه وقبضوا عليه وسلموه للسلطات، ومات "أبو الروس" أثناء المقاومة.

## طاقم التمثيل
- محسن سرحان: حسن
- محمود المليجي: محمود أبو الروس
- زهرة العلا: سنية - شقيقة حسن
- منيرة سنبل: صديقة الكومندا
- علوية جميل: والدة حسن
- سعيد أبو بكر: سعيد
- إستفان روستي: الكومندا
- صلاح المصري
- خالد العجباني
- سعد أردش
- عبد القادر المسيري
- كامل أنور
- كمال الزيني
- حسن حامد: من رجال أبو الروس
- محسن حسنين: من رجال أبو الروس
- محمد صبيح: من رجال أبو الروس
- إبراهيم حشمت
- أنور محمد
- عبد الحميد بدوي
- سميرة حسين
- فتحية عبد الغني
- عبد القادر حسن
- علي رضا: (راقص)
- مطاوع عويس: (زبون القهوة)
- بدر نوفل: (رئيس مكتب المخدرات)
- أحمد بالي
- أحمد عبد الفتاح
- رأفت شلبي

## فريق العمل
- إخراج: نيازي مصطفى
- قصة: محمود المليجي
- سيناريو: السيد بدير، نيازي مصطفى
- حوار: السيد بدير
- مدير التصوير: محمد عبد العظيم
- مونتاج: جلال الدين مصطفى
- إنتاج: أفلام النجم الفضي
- توزيع: الشرق لتوزيع الأفلام